# Zamek Berg (Luksemburg)
Zamek Berg (luksemb. Schlass Bierg, fr. Château de Berg, niem. Schloss Berg) – główna rezydencja wielkich książąt Luksemburga. Znajduje się w miejscowości Colmar-Berg, w centralnym Luksemburgu, u zbiegu dwóch największych rzek w Luksemburgu – Alzette i Attert.

## Historia
Majątek w Colmar-Berg znalazł się w posiadaniu wielkiego księcia Luksemburga w 1845. Rewolucja belgijska rozdzieliła Luksemburg od Holandii, której dotychczas był częścią, znosząc też holenderskie zwierzchnictwo nad fortecą w mieście Luksemburgu. Od tego momentu Luksemburg i Holandia związane były unią personalną. Wielki książę Wilhelm II (jednocześnie król Holandii) czynił starania, by w księstwie stworzyć odpowiednią rezydencję i w tym celu zakupił zamek Berg od rodziny Pasquier. W 1848 w nowo ogłoszonej konstytucji, zamek ten wymieniono jako oficjalną reprezentacyjną rezydencję wielkiego księcia. Wilhelm II miał też nadzieję, że okazując zainteresowanie sprawami Luksemburga i dzieląc równo swój czas pomiędzy Hagę a Luksemburg, przypodoba się lokalnym mieszkańcom, przeważnie katolikom.

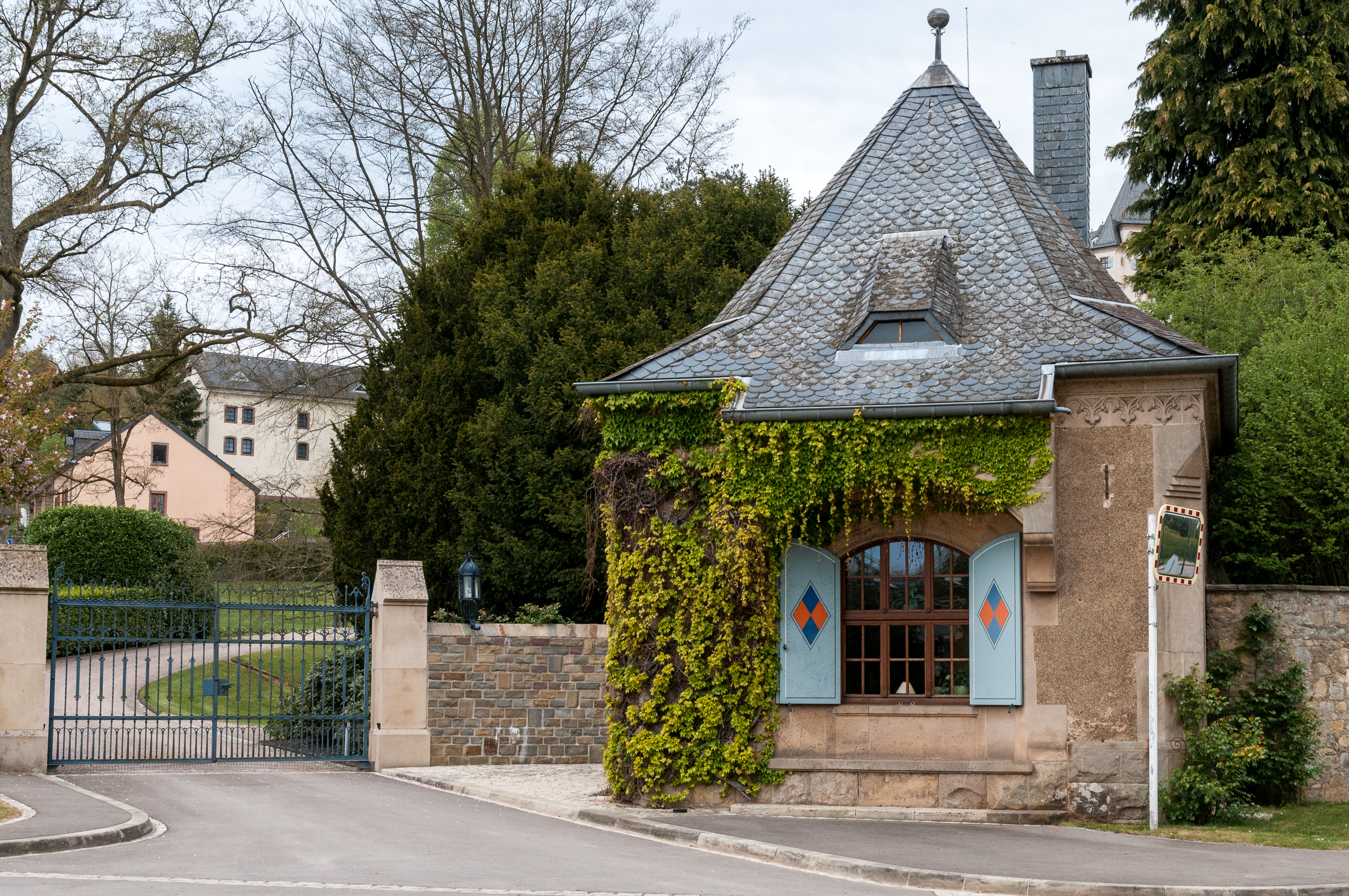
Wartownia zamku w Colmer-Bierg

W 1890 unia personalna między Holandią a Luksemburgiem została zerwana; nowy wielki książę Adolf z dynastii Nassau-Weilburg, odkupił rok później rezydencję zamek Berg w Colmar-Berg od poprzednich właścicieli, aby nowi władcy mogli oficjalnie tam przebywać. W 1906 wielki książę Wilhelm IV polecił zburzyć stary zamek, a w jego miejscu wybudować nowy, zaprojektowany przez monachijskiego architekta Maxa Ostenriedera i miejscowego architekta Pierre’a Funck-Eydta. Praca nad nowym zamkiem zaczęła się w 1907, a zakończyła w 1911. Okazała rezydencja stała się wówczas główną siedzibą nowej dynastii. Podczas wielkiego kryzysu w 1929 rodzina wielkoksiążęca szukała wszelkich sposobów na poprawę sytuacji. Wielka księżna Charlotta i rząd Luksemburga ustalili, że majątek rodziny wielkoksiążęcej może zostać podzielony i częściowo sprzedany, pozostała część przeznaczona będzie w dalszym ciągu na rezydencje dla rodziny wielkoksiążęcej. W 1934 ustalenie to dotknęło również Zamek Berg, który zmienił właściciela razem z ogromnym lasem Grünewald; nowym właścicielem zostało państwo Luksemburg. Zamek Berg (oraz Pałac Wielkiego Księcia w Luksemburgu) należą teraz do państwa Luksemburg i choć nie są własnością prywatną rodziny wielkoksiążęcej, wielcy książęta nadal zamieszkują te dwa majątki dzięki zapisowi (Artykuł 44) w konstytucji luksemburskiej.
Podczas II wojny światowej zamek był okupowany przez wojska niemieckie. W tym okresie najbardziej wartościowe dzieła sztuki zostały skradzione, a sam budynek przeszedł znaczne przeróbki, by dostosować go do potrzeb nazistów, którzy kształcili w nim miejscowe dziewczęta. Restauracja zamku po wojnie zajęła kilka lat. W 1964 wielki książę Jan przeprowadził się ponownie do zamku (wcześniej z uwagi na remont rodzina wielkoksiążęca rezydowała w Zamku Fischbach).
Na zamku Berg urodzili się następujący władcy Luksemburga:
- wielka księżna Maria Adelajda (ur. 1894; panowała w l. 1912–1919)
- wielka księżna Szarlota (ur. 1896; panowała w l. 1919–1964)
- wielki książę Jan (ur. 1921; panował w l. 1964–2000)

Obecny wielki książę Henryk urodził się na zamku Betzdorf w Betzdorf na wschodzie Luksemburga.